# Naučná stezka Centrální bojiště Chlum
Naučná stezka Centrální bojiště Chlum představuje nejvýznamnější pomníky centrální části bojiště upomínající na bitvu u Hradce Králové, největší bitvu odehrávající se na českém území. Trasa o délce 10 km začíná a končí u Muzea války 1866 na Chlumu a má celkem 20 zastavení.
Zřízena byla v roce 1999 Muzeem východních Čech v Hradci Králové. Jedná se o jednu z pěti naučných stezek věnovaných bitvě u Hradce Králové a jednu ze tří, které spravuje zmíněné muzeum. V roce 2010 vyšel ke stezce průvodce v podobě brožury.

## Zastavení
1. Muzeum války 1866
2. Baterie mrtvých
3. Dělostřelecký okop č. V
4. Rozhledna
5. Lípa
6. Mauzoleum
7. Dělostřelecký okop č. VI
8. Osárium
9. Pod Osáriem
10. Pruský hřbitov
11. Pomník rakouského I. armádního sboru
12. Kostel Proměnění Páně (Chlum)
13. U školy
14. Křižovatka
15. Pod Chlumem
16. Šrámův kříž
17. Pomník Prince Hohenzollerna
18. Pomník rakouského 4. pěšího pluku (Deutschmeister)
19. Hejcmanka
20. Úvoz mrtvých

## Galerie

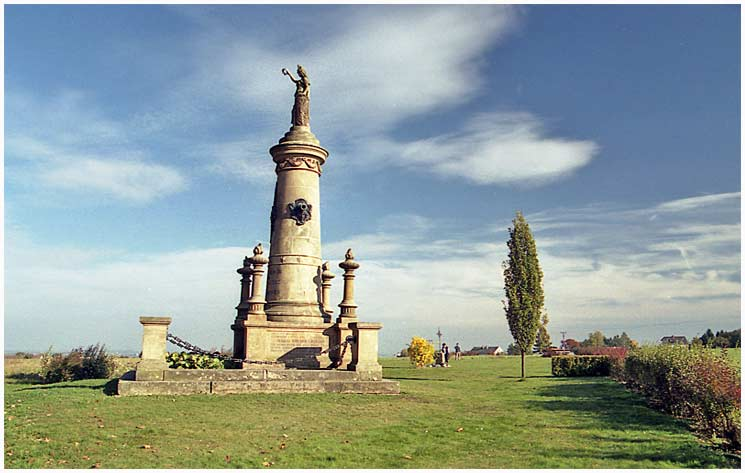
Pomník Baterie mrtvých
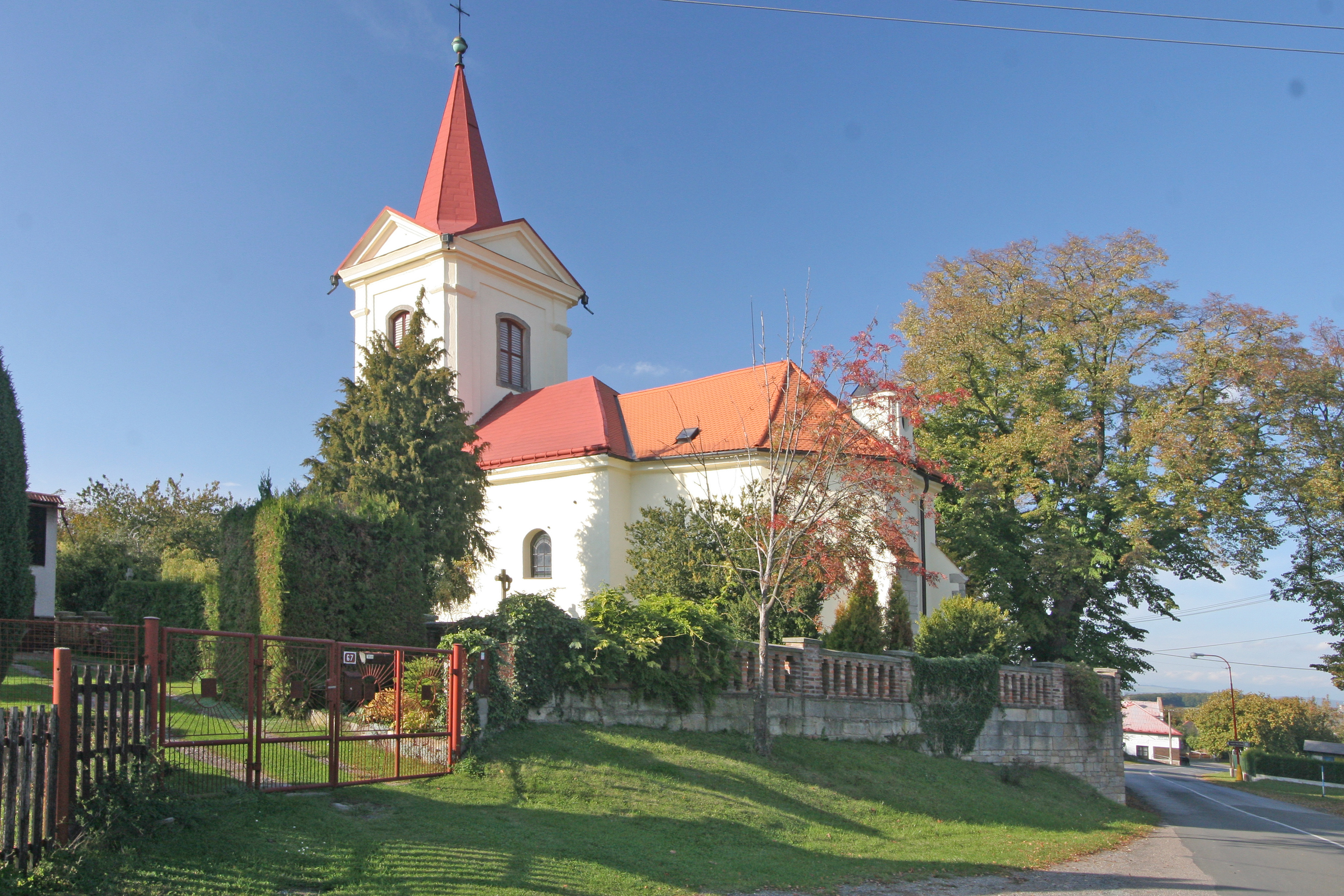
Kostel Proměnění Páně, Chlum
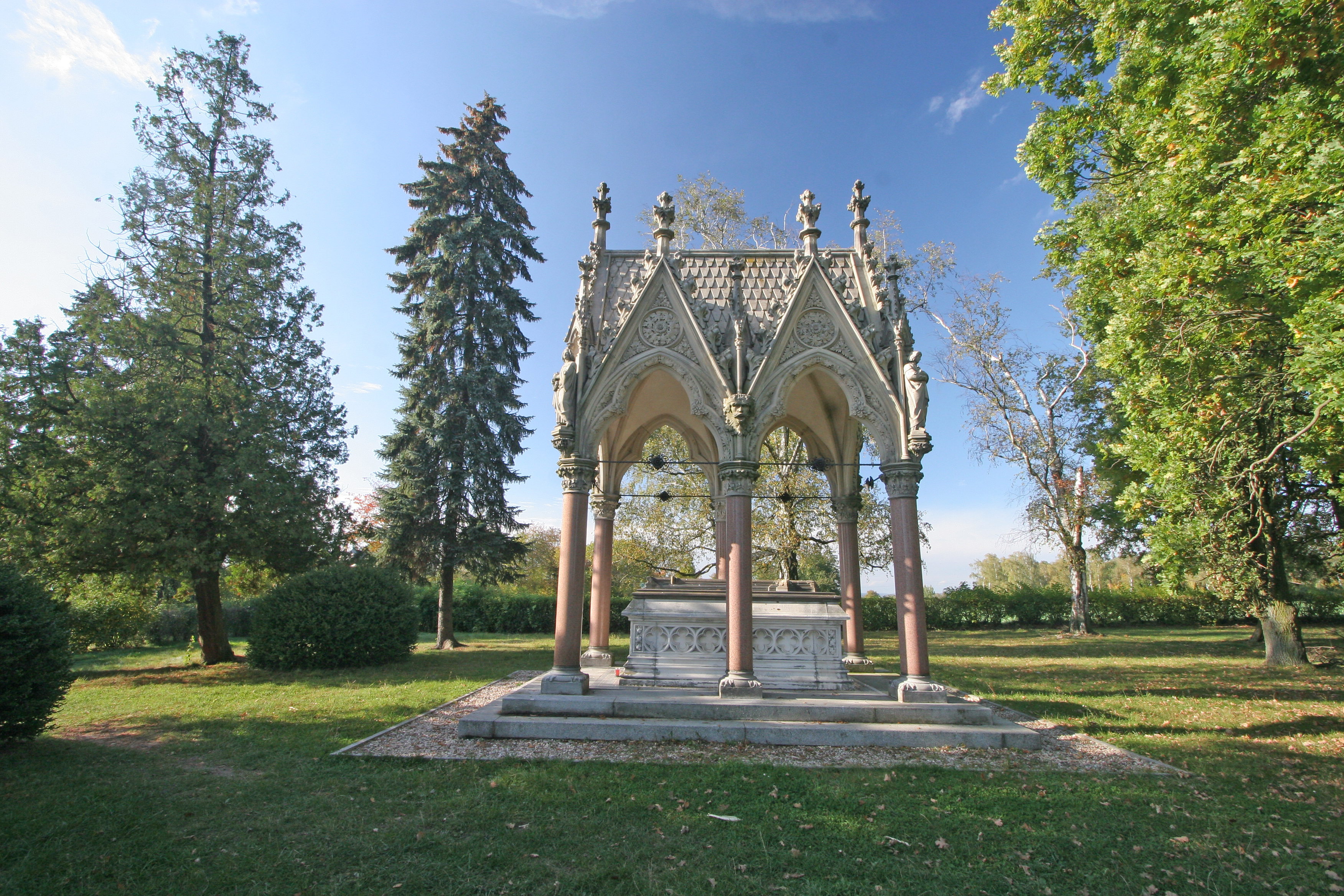
Osárium
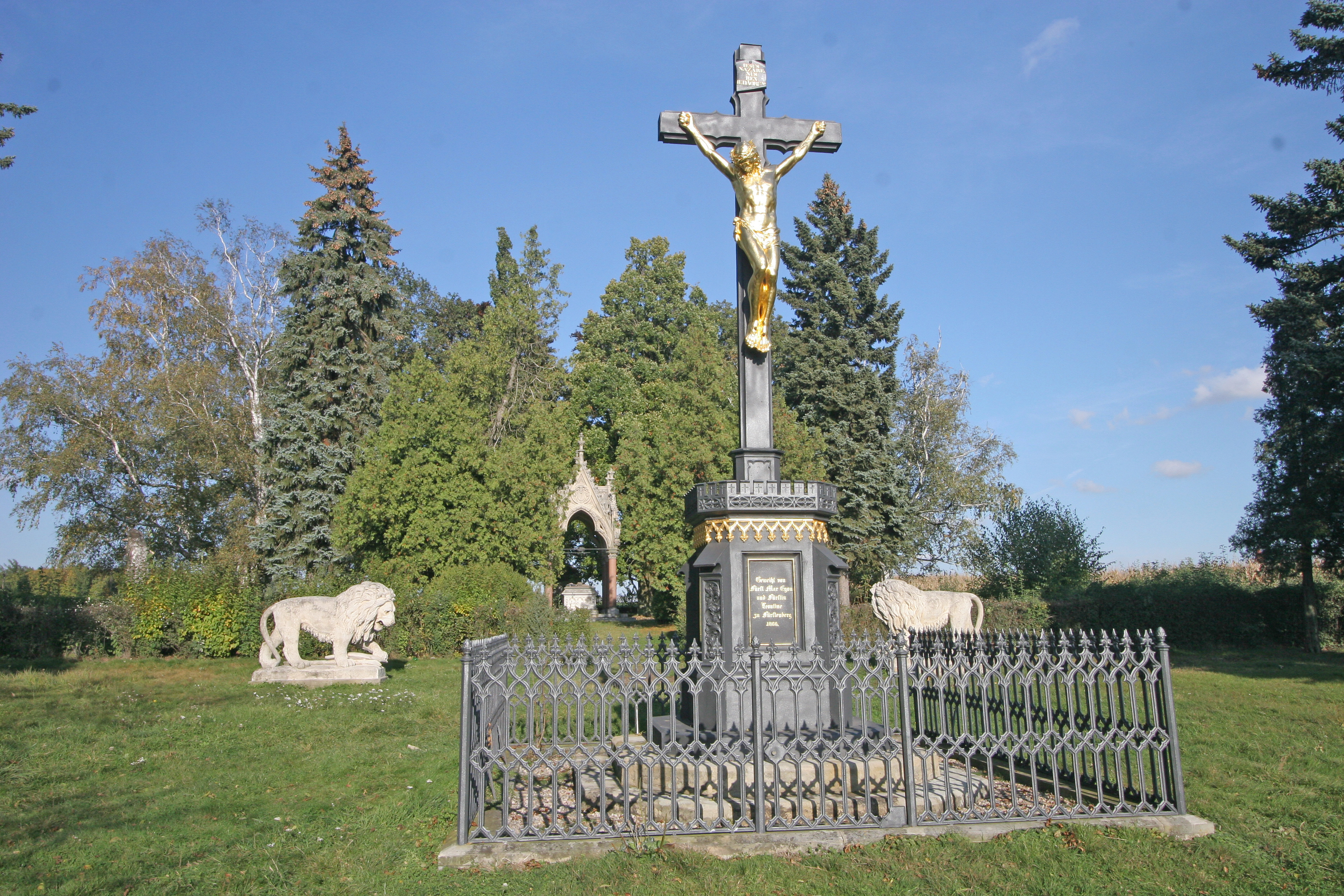
Pomníky bitvy u Hradce Králové na trase stezky